# Scientific American
 (août 2023).
Scientific American est un magazine de vulgarisation scientifique américain à parution mensuelle (initialement hebdomadaire) existant depuis le 28 août 1845, ce qui en fait la plus ancienne revue des États-Unis parue de façon continue. Il appartient au groupe Springer Nature.

## Différentes éditions
Bien que les articles principaux de Scientific American soient publiés dans les éditions des différents pays, celles-ci diffèrent de la revue de base par certains articles, écrits par des auteurs nationaux :
- Allemagne : Site de l'édition allemande
- Brésil : Site de l'édition brésilienne
- Espagne : Site de l'édition espagnole
- France : Site de l'édition française
- Italie : Site de l'édition italienne
- Japon : Site de l'édition japonaise
- Pologne : Site de l'édition polonaise

L'édition en langue française porte le nom de Pour la science.
Michael Shermer tient une rubrique sceptique dans ce magazine.